# Mai 1923

## Événements
- 1er mai, Allemagne : les manifestations du 1er mai sont perturbées par des associations patriotiques et les SA. Des syndicalistes sont attaqués et les forces de l’ordre n’interviennent pas.

- 2 au 3 mai : les lieutenants Oakley Kelly et John MacReady (sur Fokker T-2 baptisé « Non Stop Coast to Coast ») réalisent la première traversée transcontinentale des États-Unis sans escale en 26 h 50 min. Ils obtiennent le trophée Mackay pour cet exploit.

- 3 au 5 mai : mission de reconnaissance le long de la côte africaine entre Casablanca et Dakar afin de mettre en place une ligne postale de la compagnie française Latécoère. Trois Breguet XIV effectuent ces vols.

- 8 mai, France : Marcel Cachin, arrêté le 20 janvier en raison de son opposition à l’occupation de la Ruhr, est libéré.

- 16 mai :
  - Allemagne : à la suite d’une flambée des prix, une grève sauvage est déclenchée dans la Ruhr. Des combats de rue éclatent.
  - France : création des Groupes de Reconnaissance

- 22 mai : début du ministère conservateur de Stanley Baldwin, Premier ministre du Royaume-Uni (fin en 1924).

- 23 mai: Fondation de la compagnie aérienne nationale belge Sabena (pour Société Anonyme Belge d’Exploitation de la Navigation Aérienne). Elle fera faillite en 2001.

- 26 mai, Allemagne : en représailles aux attentats commis contre les troupes d’occupation, le militant nationaliste Leo Schlageter est jugé par un tribunal français et fusillé.

- 26 mai : départ de la première édition des 24 Heures du Mans.

- 27 mai : première édition des 24 heures du Mans : Chenard et Walcker gagne les 24H avec les pilotes André Lagache et René Léonard.

- 29 mai : la Constitution de la Palestine est suspendue par les Anglais, en raison du refus de coopérer des Arabes.

- 30 mai : les 500 miles d'Indianapolis se court pour la première fois en mode "formule". Le pilote américain Tommy Milton s'impose sur une Miller.

## Naissances
- 1er mai : Günter Fruhtrunk, peintre allemand († 12 décembre 1982).
- 3 mai : Marie Chamming's, écrivaine et résistante française († 15 février 2022).
- 5 mai  : 
  - Ellis Larkins, pianiste de jazz américain († 30 septembre 2002).
  - John Aird, lieutenant-gouverneur de l'Ontario.
- 7 mai : Anne Baxter, actrice américaine († 12 décembre 1985).
- 8 mai : Louise Meriwether, romancière américaine († 10 octobre 2023).
- 9 mai : Claude Piéplu, comédien français († 24 mai 2006).
- 11 mai : Eugenio Calabi, mathématicien italien († 25 septembre 2023).
- 13 mai : Red Garland, pianiste de jazz américain († 23 avril 1984).
- 18 mai : Jean-Louis Roux, acteur et lieutenant-gouverneur du Québec. († 23 novembre 2013)
- 26 mai : 
  - James Arness, acteur et producteur américain († 3 juin 2011).
  - Horst Tappert, acteur allemand († 13 décembre 2008).
- 27 mai : 
  - Henry Kissinger, politologue et secrétaire d'état américain († 29 novembre 2023).
  - Sumner Redstone, entrepreneur américain († 11 août 2020).
- 28 mai : György Ligeti, compositeur hongrois († 12 juin 2006).
- 29 mai :
  - Bernard Clavel, écrivain français († 5 octobre 2010).
  - Eugene Wright, contrebassiste de jazz américain († 30 décembre 2020).
- 31 mai : Rainier III, futur prince de Monaco († 6 avril 2005).